# Posi Force
Posi Force (Suzuki): Tweetakt smeersysteem met aparte oliepomp, onder andere van de T 20 (1966) en de T 500 modellen. 
De smeerolie-toevoer werd gestuurd middels het gashandvat. Omdat de pomp via koppeling en versnellingsbak werd aangedreven kon niet te lang met ingeknepen koppeling stilgestaan worden. Ook wel Posilube genoemd. Zie ook mengsmering.